# Vinchio
Vinchio là một đô thị ở tỉnh Asti vùng Piedmont thuộc Ý, nằm ở vị trí cách khoảng 60 km về phía đông nam của Torino và khoảng 13 km về phía đông nam của Asti. Tại thời điểm ngày 31 tháng 12 năm 2004, đô thị này có dân số 665 người và diện tích là 9,3 km².
Vinchio giáp các đô thị: Belveglio, Castelnuovo Calcea, Cortiglione, Mombercelli, Nizza Monferrato và Vaglio Serra.